# Karabin CETME L
Karabin CETME L – hiszpański karabin szturmowy skonstruowany w Centro de Estudios Tecnicos de Materiales Especiales (CETME) w Madrycie.

## Historia konstrukcji
Prace nad karabinem szturmowym kalibru 5,56 × 45 mm prowadzono w CETME już w latach siedemdziesiątych, ale tempa nabrały one tempa dopiero w 1980 roku kiedy bronią taką wyraziła zainteresowanie armia hiszpańska. Nowy karabin nie był wersją starego Modelo 58, ale nową konstrukcją.
Hiszpanie zachowując zasadę działania starego modelu (odrzut zamka półswobodnego) postanowili utechnologicznić nową konstrukcję. W konstrukcji karabinu zastąpiono tłoczone z blachy profile rurowe tańszymi profilami pudełkowymi z płaskimi ściankami.
Pierwsza wersja CETME L była zasilana z magazynków pudełkowych i miała plastikowe łoże wzorowane na łożu prototypowego karabinu modelo E. Później powstałą wersja zasilana ze standardowych magazynków NATO oznaczoną jako L1.
W latach 1981–1982 odbyły się próby nowego karabinu. W ich efekcie karabin otrzymał nowe łoże. Postanowiono także że armia hiszpańska zamówi karabiny w wersji L1. Ponieważ z pierwszej wersji oznaczonej jako L zrezygnowano oznaczenie te przejęła wersja L1.
Karabin CETME L został oficjalnie przyjęty do uzbrojenia w 1984. Produkcję seryjną rozpoczęto w 1985. Jednocześnie rozpoczęto produkcję skróconej wersji oznaczonej jako CETME LC. Pełną zdolność produkcyjną zakłady Empresa Nacional w Santa Barbara osiągnęły w 1987.
Wkrótce po pojawieniu się karabinów CETME L w jednostkach wojskowych pojawiły się pierwsze krytyczne uwagi. Karabin był krytykowany jako niezbyt celny, zawodny i mało wytrzymały. Początkowo uwagi były ignorowane. Dopiero w 1996 po objęciu stanowiska premiera przez José María Aznara sprawą zajęła się specjalna komisja ministerstwa obrony. Potwierdziła ona zarzuty wobec karabinu CETME L. Okazało się, że został on przyjęty do uzbrojenia zbyt pospiesznie pod naciskami polityków. Poza wadami wymienionymi we wcześniejszych meldunkach karabin produkowany przez zakłady Empresa Nacional uznano także za zbyt drogi.
4 października 1996 ogłoszono konkurs na nowy karabin szturmowy dla armii hiszpańskiej. W efekcie dwuetapowych prób do uzbrojenia przyjęto w 2000 roku karabin Heckler & Koch G36E. Ma on z czasem całkowicie zastąpić karabiny CETME L.

## Opis techniczny

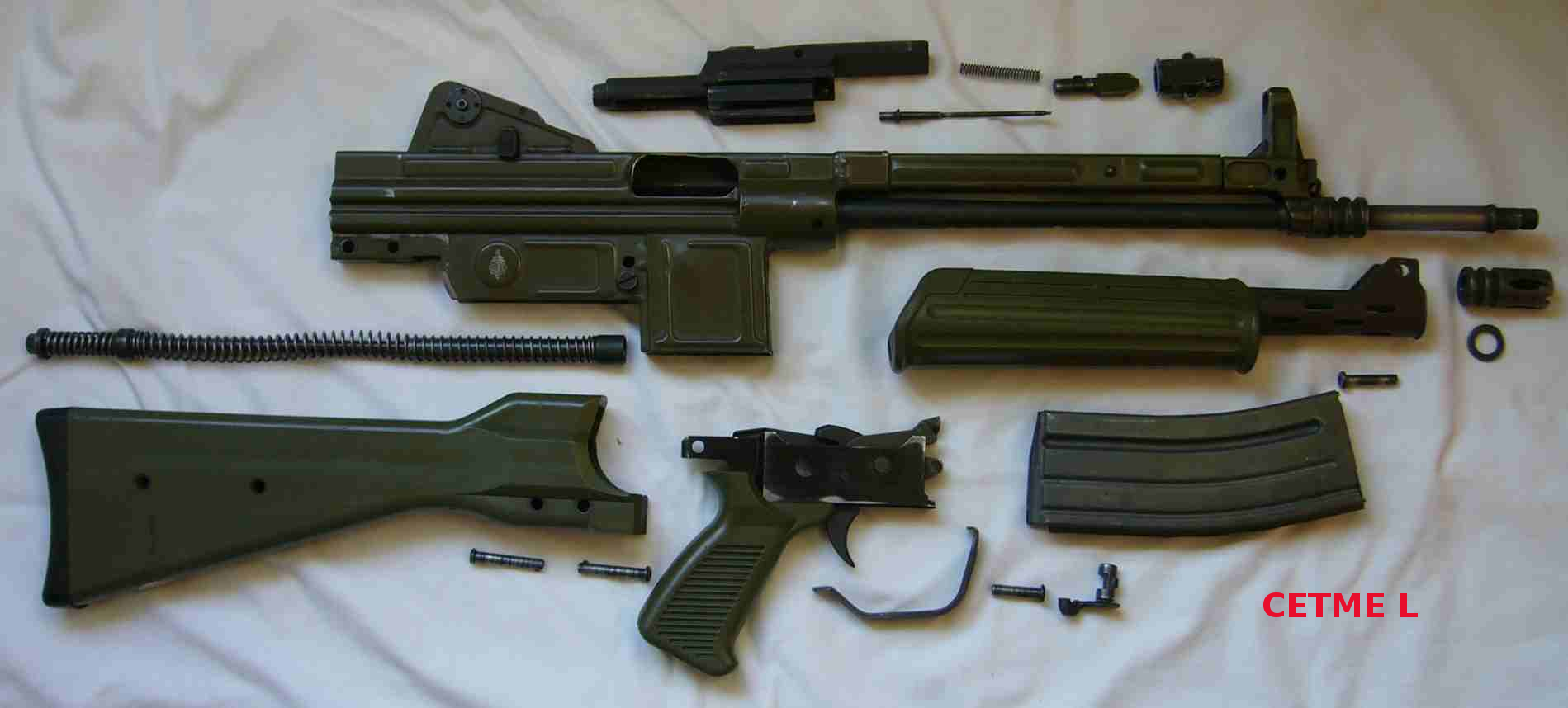
Rozłożony na części CETME L

Karabin CETME L jest bronią samoczynno-samopowtarzalną, której automatyka działa w oparciu o wykorzystanie zasady odrzutu zamka półswobodnego z opóźnionym jego otwarciem. Opóźnienie otwarcia zamka zapełniają dwie symetryczne rolki. Mechanizm spustowy kurkowy umożliwia strzelanie ogniem pojedynczym i seriami. Dźwignia przełącznika rodzaju ognia po obu stronach broni pełniła także rolę bezpiecznika. Zasilanie z dwurzędowych magazynków łukowych o pojemności 30 naboi (magazynki zamienne z magazynkami M16). Otwarte przyrządy celownicze składały się z muszki i celownika przerzutowego o nastawach 200 i 400 m. Kolba z tworzywa sztucznego stała.